# Волго-Бугульминская железная дорога
Волго-Бугульминская железная дорога — одна из железных дорог Российской империи, затем РСФСР, построенная на средства частного капитала — акционерного общества «Волго-Бугульминской железной дороги», с администрацией в Симбирске.

## История
1 ноября 1900 года на левобережье Волги от станции «Часовня-Пристань» (ныне — Заволжский район (Ульяновск)) начал ходить товарный поезд до станции Мелекесс (ныне Димитровград).
В 1907 году было образовано акционерное общество «Волго-Бугульминская железная дорога» с администрацией в Симбирске, а подъездной путь продлили от Мелекесса до Бугульмы. 
С ноября 1908 года по ветке Часовня-Нижняя — Мелекесс открылось пассажирское движение. 
В 1914 году было закончено строительство Волго-Бугульминской железной дороги и её соединение с Самаро-Златоустовской железной дорогой, связавшее левобережный Симбирск с Уралом и Сибирью. Движение по ней было открыто с 15 августа 1914 года. 
Для соединения Волго-Бугульминской железной дороги с Симбирской веткой Московско-Казанской железной дороги нужен был мост через Волгу. Строительство его началось в 1912 году. Проект был разработан крупнейшим ученым, профессором Петербургского института инженеров путей сообщения Н. А. Белелюбским. Первое (временное) пассажирское движение по мосту открылось 1 декабря 1916 года. Открытие железнодорожного моста через Волгу (Императорский мост) сделало Симбирск узлом двух железных дорог: Московско-Казанской и Волго-Бугульминской.

## Станции и линии

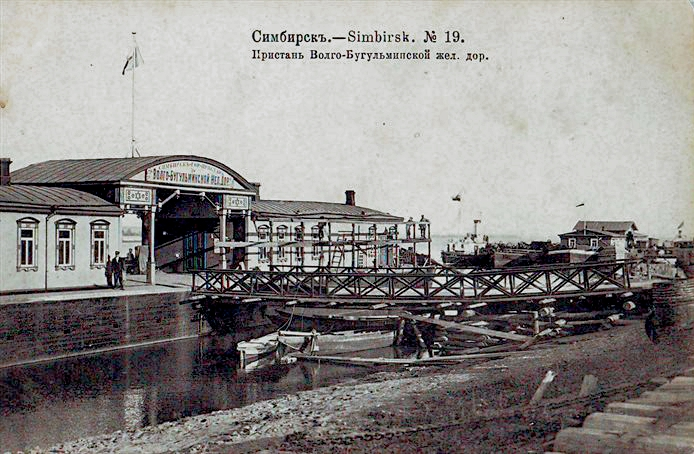
Открытка 1900 года. Пристань Волго-Бугульминской железной дороги. Симбирск.

Основные линии дороги построенные в 1907—1916 годах:
- Мелекесс — Бугульма (1907)
- Часовня-Нижняя — Мелекесс (1908 год)
- Часовня-Верхняя — Мелекесс (1914 год)
- Мелекесс — Чишмы (1914 год)
- Симбирск — Часовня-Верхняя с мостовым переходом через Волгу (октябрь 1916 года)
- В 1921 году вошла в состав Самаро-Златоустовской железной дороги
- С 1936 года по настоящее время в составе Куйбышевской железной дороги

Станции:
- Симбирск I (у слободы Туть)
- Часовня-Пристань (у слободы Канава, ныне Заволжский район (Ульяновск)
- Часовня-Нижняя (слобода Часовня, Заволжский район (Ульяновск)
- Часовня-Верхняя (с. Верхняя Терраса, ныне — Верхняя Терраса, Заволжский район (Ульяновск)
- Чердаклы (станция)
- Бряндино (станция)
- Уренбаш
- Путевой
- Тиинск (разъезд)
- Мелекесс (Димитровград)
- Нурлат
- Челна
- Шентала
- Бузулук
- Бугульма
- Чишмы

Основное инженерное сооружение — Императорского моста, открыт 5 октября 1916 года.
Схема моста 60 + 55 + 12 × 158,48 + 60 м, общая длина — 2800 м. Названия — Мост «Свободы», Симбирский. Автор проекта инженер Белелюбский Н. А., при участии инженеров Пшеницкого А. П., Маддисона О. А.

## Известные работники
- Кукаркин Василий Александрович (1894—19??) — советский военачальник, полковник (1940). В 1917-1918 гг., работал кладовщиком на станции Чишма Волго-Бугульминской ж. д.
- Карцев Алексей Дмитриевич (1900—1967) — советский писатель. В 1920 г. служил в железнодорожных войсках Волго-Бугульминской ж. д.[3]
- Перси-Френч Кэтлин (1864—1938) — русско-ирландская благотворительница, богатая помещица Симбирской губернии. В 1918 году работала в качестве рассыльной управления Волго-Бугульминской железной дороги[4].